# Klaka

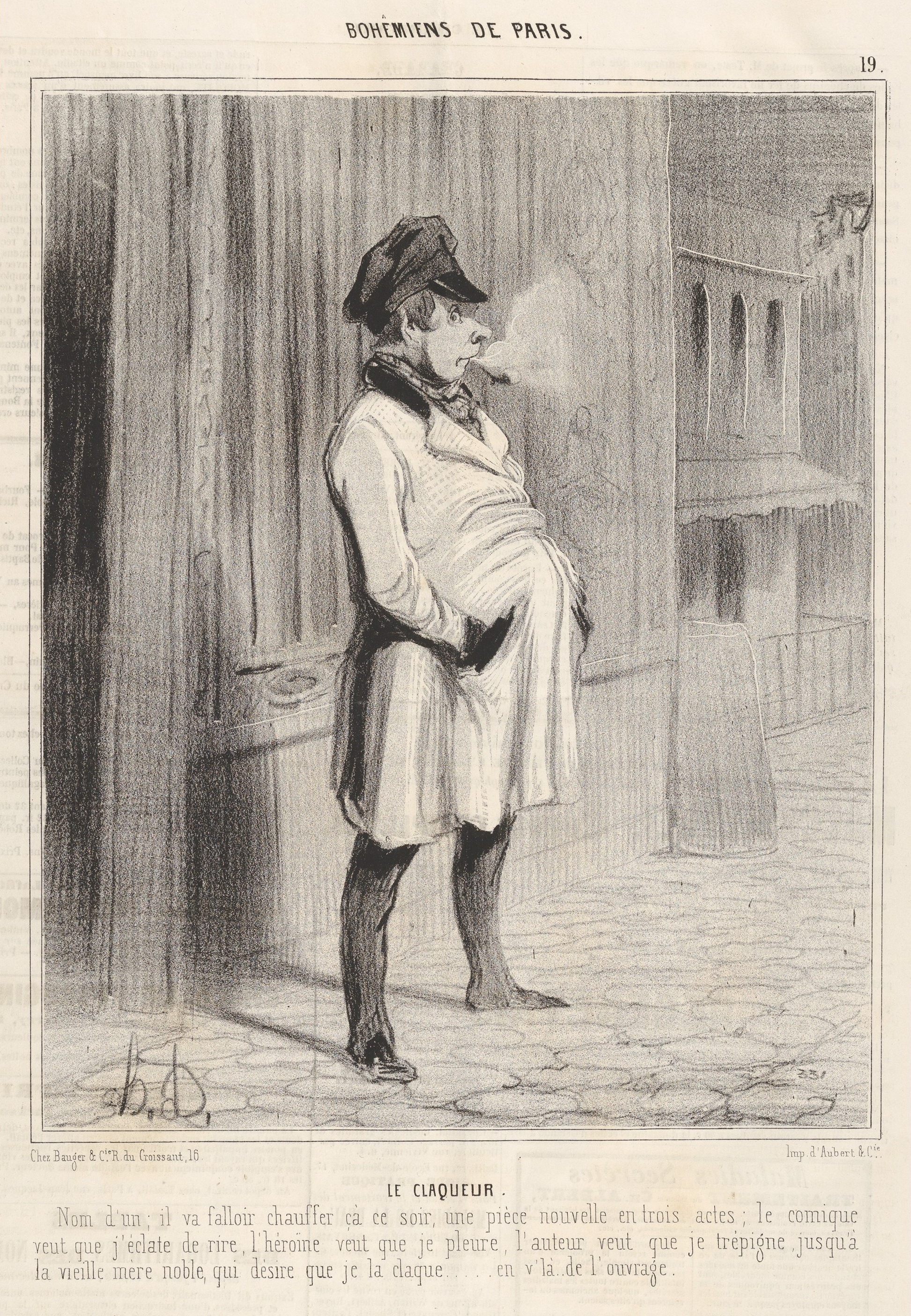
Klakier na obrazie pędzla Honoré Daumiera (1842)

Klaka (z fr. claque) – sztucznie organizowane przez tzw. klakierów objawy zachwytu lub niezadowolenia publiczności podczas spektaklu teatralnego, koncertu, opery, operetki itp. pokazów artystycznych.
Odbywało się to w ten sposób, że na sygnał szefa klakierów pozostali członkowie grupy inicjowali objawy aplauzu wstając z foteli i krzycząc bis lub też odwrotnie, wygwizdując aktorów oraz śmiejąc się w najmniej odpowiednich momentach, tym samym kwestionując ich umiejętności dramatyczne. Pozostali, będący w większości widzowie, najczęściej mało obeznani z rzeczywistą wartością przedstawienia czy koncertu, na zasadzie tzw. społecznego dowodu słuszności, reagowali podobnie, wpływając na ogólną ocenę aktorów oraz całego spektaklu. Miało to także oczywisty wpływ na recenzje, popularność artystów i ich wynagrodzenie, repertuar teatru lub opery i okres wystawiania poszczególnych sztuk. Szczególne znaczenie miała klaka na przedstawieniach premierowych. Pozytywną klakę organizowali aktorzy i ich przyjaciele, a przede wszystkim dyrektorzy odpowiedzialni za przedstawienie i zainteresowani sukcesem. Dla „swoich” klakierów rezerwowali stałe miejsca i wstęp bez biletów. Negatywną klakę opłacała konkurencja i osobiści wrogowie aktorów lub autorów sztuki.

## Historia klaki
Wiadomo ze źródeł historycznych, że występy cesarza Nerona na rozkaz oklaskiwało do 5 tys. jego żołnierzy. Także francuski poeta Jean Daurat wykupował część biletów na przedstawienia swojej sztuki i rozdawał wśród znajomych za obietnicę jawnego aplauzu.
W 1820 roku Sauton oraz Porscher założyli w Paryżu przedsiębiorstwo pod nazwą L’Assurance des Succés Dramatiques (pol. Zapewnienie sukcesu przedstawienia), które jak nazwa mówi, za drobną opłatą „zabezpieczało” klaką przedstawienia. Ponieważ obaj byli miłośnikami opery początkowo takie „ubezpieczenie” obejmowało tylko spektakle operowe, wymagające kosztownych dekoracji, lecz już w latach trzydziestych XIX wieku była to usługa standardowa, stosowana w pokazach w całej Europie; organizowano ją nawet podczas odczytów naukowych. Powód był prosty: nawet najlepsze przedstawienie wyglądało skromniej niż najgorsza chałtura odpowiednio oprawiona klaką.
Usługi szybko się poszerzały, a cenniki drukowano w pismach o teatrze, np. w „Musical Times” w Londynie. Usługi klakierskie obejmowały aplauz przy wejściu aktora na scenę, po zakończeniu aktu lub sztuki, okrzyki typu „bis”, „brawo” czy wymuszenie bisowania. Nieoficjalnie można było załatwić negatywne reakcje: gwizdy, śmiechy oraz deprymujące komentarze, co było rzadsze i trzymane w tajemnicy, bo można było narazić się np. na pojedynek. Jeśli szykujący się do występu jakiś przyjezdny artysta lub trupa nie raczyli wynająć klaki, szef klakierów zwykle im przypominał o tej konieczności, grożąc darmowym pokazem takiej klaki negatywnej.
Wśród klakierów pojawiły się też specjalizacje:
- pleureuse – kobieta potrafiąca skłonić publiczność do płaczu; nieodłącznym jej atrybutem była chusteczka często przykładana do oczu,
- bisseur – specjalista od wywoływania bisów,
- rieur – „rozśmieszacz” sali,
- chatouilleur – prześmiewcy i krytykanci, jeden zaczynał temat, a drugi go puentował, wywołując na sali salwy śmiechu zupełnie niezwiązane ze sztuką, rozpraszało to uwagę sali i myliło aktorów. Przykładem takich chatouilleur, czyli hecklers są znani z Muppet Show dwaj wiecznie niezadowoleni staruszkowie Statler i Waldorf.

Nad całością czuwał szef klakierów (chef de claque), który kontaktował się ze zleceniodawcą i zależnie od zapotrzebowania organizował i instruował pozostałych klakierów.
Ludziom bywającym na przedstawieniach sporadycznie, klakierzy zdawali się jednymi z wielu widzów. Dla bywalców teatru byli raczej znanymi postaciami.  Wokulski z powieści Lalka organizował klakę „własnymi siłami”, dzięki czemu sukces ulubieńca Izabeli Łęckiej wyglądał bardziej autentycznie. 
Pewne zasługi w zwalczaniu klaki mieli Mahler oraz Toscanini. Gustav Mahler, który uznawał klakę za praktykę niegodną artysty, oficjalnie ogłosił, że nie życzy sobie jakichkolwiek oklasków podczas publicznych występów. Obecnie wraz ze wzrostem poziomu wykształcenia w społeczeństwie i zwiększoną rolą gazet i telewizji, klaka ma mniejsze znaczenie, a przynajmniej nikt jej nie robi oficjalnie.